# Eldorado do Sul
Eldorado do Sul egy község (município) Brazíliában, Rio Grande do Sul államban, a Guaíba-tó felső részénél. A főváros, Porto Alegre metropolisz-övezetének része. 2020-ban népességét 41 902 főre becsülték.

## Története
Területére azori gyarmatosítók érkeztek Jerônimo de Ornellas vezetésével a 18. század közepén. A földeken rizset termesztettek és szarvasmarhát tenyésztettek; máig a környék egyik legfontosabb rizstermesztő helye. 1885-ben papírgyárat alapítottak (Brazília első papírmalma), 1892-ben pedig felépült Szent Péternek dedikált kápolnája.
1937-ben Balneário Sans Souci néven üdülőhely alakult, és ez lett a Porto Alegreiek fő üdülője, továbbá kikötő is épült itt. Az 1940-es években ipari létesítmények is épültek, ezzel együtt pedig lakóházak, iskolák jelentek meg. A nagy farmokat kisebb telkekre osztották, és megkezdődött a település kialakulása. 1958-ban átadták a Rio Jacuí két partját összekötő Travessia Régis Bittencourt hídrendszert, így a következő évtizedekben Sans Souci lakosainak és látogatóinak száma robbanásszerűen nőtt.
1978-ban Guaíba község kerületévé nyilvánították Eldorado néven. 1988-ban függetlenedett Guaíbától és községgé alakult Eldorado do Sul néven.

## Leírása
Székhelye Eldorado do Sul, további kerületei nincsenek. A Jacuí-deltánál helyezkedik el, ahol a Jacuí folyó a Guaíba-tóba ömlik. A tájaknak és vízparti területeknek köszönhetően népszerű turisztikai célpont. Fontos még mezőgazdasága, továbbá stratégiai elhelyezkedése miatt számos cég székhelye.